# Vittaryd
Vittaryd är en tätort i Vittaryds distrikt i Ljungby kommun i Kronobergs län och kyrkby i Vittaryds socken i Småland. Närmsta grannort är småorten Dörarp som ligger ungefär tre-fyra kilometer i östlig riktning. En annan ort som ligger i närheten är tätorten Lagan som ligger sju-åtta kilometer söder om Vittaryd. 

## Befolkningsutveckling
| Befolkningsutvecklingen i Vittaryd 1960–2020 | Befolkningsutvecklingen i Vittaryd 1960–2020 | Befolkningsutvecklingen i Vittaryd 1960–2020 | Befolkningsutvecklingen i Vittaryd 1960–2020 | Befolkningsutvecklingen i Vittaryd 1960–2020 |
| -------------------------------------------- | -------------------------------------------- | -------------------------------------------- | -------------------------------------------- | -------------------------------------------- |
|                                              |                                              |                                              |                                              |                                              |
| År                                           |                                              |                                              | Folkmängd                                    | Areal (ha)                                   |
| 1960                                         | 1960                                         |                                              | 224                                          |                                              |
| 1965                                         | 1965                                         |                                              | 233                                          |                                              |
| 1970                                         | 1970                                         |                                              | 314                                          |                                              |
| 1975                                         | 1975                                         |                                              | 308                                          |                                              |
| 1980                                         | 1980                                         |                                              | 341                                          |                                              |
| 1990                                         | 1990                                         |                                              | 340                                          | 69                                           |
| 1995                                         | 1995                                         |                                              | 332                                          | 70                                           |
| 2000                                         | 2000                                         |                                              | 318                                          | 71                                           |
| 2005                                         | 2005                                         |                                              | 306                                          | 71                                           |
| 2010                                         | 2010                                         |                                              | 318                                          | 71                                           |
| 2015                                         | 2015                                         |                                              | 304                                          | 78                                           |
| 2020                                         | 2020                                         |                                              | 326                                          | 82                                           |
|                                              |                                              |                                              |                                              |                                              |

## Samhället
I orten ligger Vittaryds kyrka. Det finns också förskola och en f-6 skola på orten.

## Näringsliv
Huvudindustrin i Vittaryd är tillverkning av avgassystem till fordon. Företaget Tenneco omlokaliserade stora delar av sin verksamhet till Göteborg och Polen under våren 2014. Delar av verksamheten fortsätter i Vittarydsverken AB. I Vittaryd ligger även Dörr & Portbolaget AB som tillverkar dörrar och portar.
Sedan våren 2019 finns det återigen en restaurang i Vittaryd. Restaurangen heter Samuels träffpunkt och är en pizzeria.